# 9226 Arimahiroshi
9226 Arimahiroshi (tên chỉ định: 1996 AB1) là một tiểu hành tinh vành đai chính. Nó được phát hiện bởi Takao Kobayashi ở Ōizumi Observatory ở Ōizumi, Gunma Prefecture, Nhật Bản, ngày 12 tháng 1 năm 1996. Nó được đặt theo tên Hiroshi Arima.